# Aréna Conrad-Parent
L'Arena Conrad-Parent est le principal amphithéâtre de Sept-Îles avec ses 1584 sièges. Il était autrefois connu sous le nom de Palais des Sports.
Il est utilisé durant l'hiver par le hockey mineur, le hockey senior et le patinage artistique. Durant l'été, il est disponible pour les spectacles et expositions.
Compte tenu du vieillissement de l’arena et la difficulté de maintenir la glace. La ville prévoit la remplacer par un complexe de deux glaces dont les coûts sont estimés à 78 millions de dollars.